# Acacia caesia
Acacia caesia é uma espécie de leguminosa do gênero Acacia, pertencente à família Fabaceae.